# Genista abchasica
Genista abchasica là một loài thực vật có hoa trong họ Đậu. Loài này được Sachokia miêu tả khoa học đầu tiên.